# Zetomimus setosus
Zetomimus setosus är en kvalsterart som först beskrevs av Banks 1895.  Zetomimus setosus ingår i släktet Zetomimus och familjen Ceratozetidae. Inga underarter finns listade i Catalogue of Life.